# Ematurga
Ematurga là một chi bướm đêm thuộc họ Geometridae.

## Hình ảnh

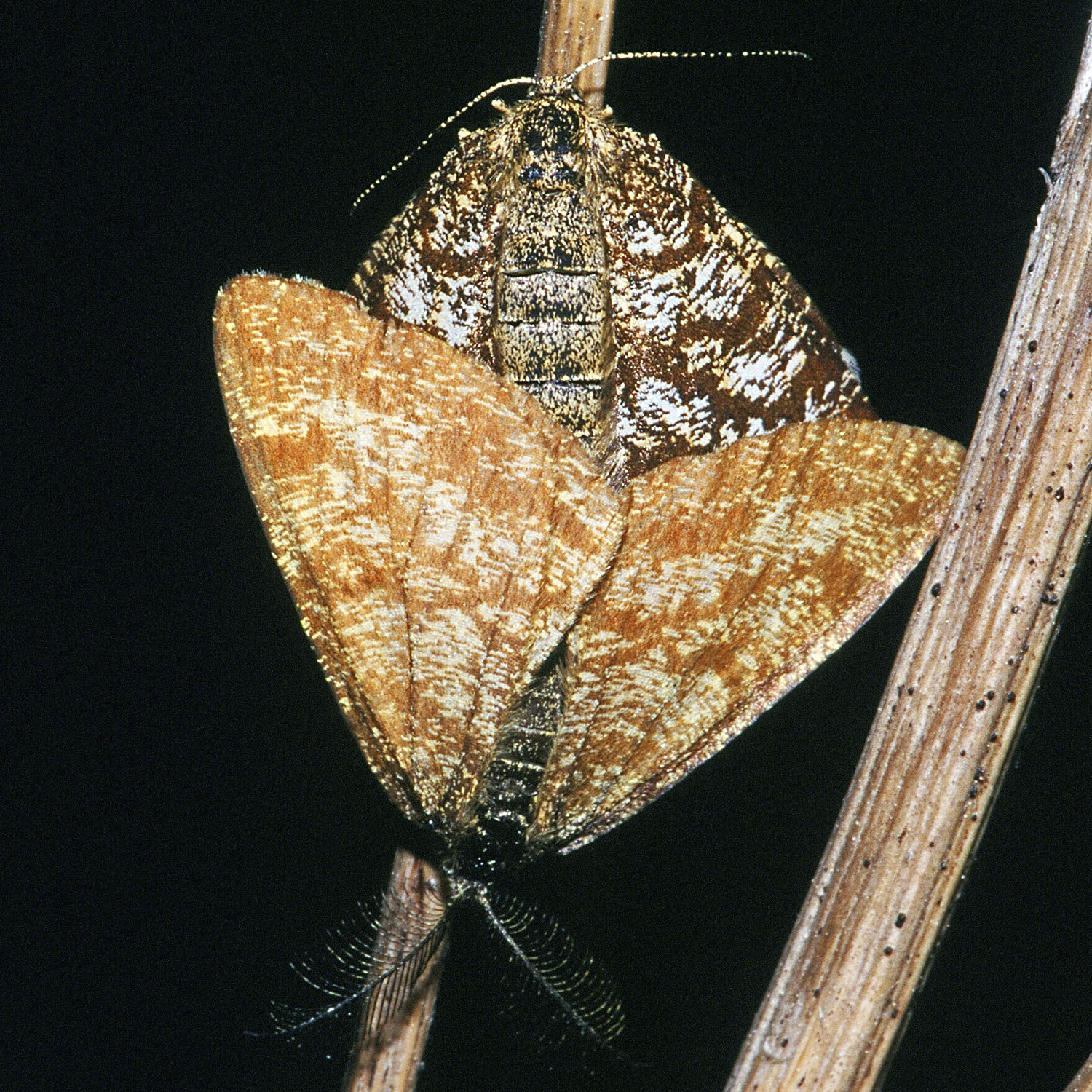

## Các loài
- Ematurga amitaria (Guenée, 1857)
- Ematurga atomaria – Common Heath (Linnaeus, 1758)